# Unleashed – Entfesselt
Unleashed – Entfesselt ist ein französisch-britisches Action-Drama mit Thrillerelementen von Louis Leterrier aus dem Jahr 2005. Luc Besson schrieb zusammen mit Robert Mark Kamen das Drehbuch. In den Hauptrollen sind Jet Li und Morgan Freeman zu sehen. Bei einem Budget von 45 Millionen US-Dollar nahm der Film weltweit rund 50,9 Millionen US-Dollar ein.

## Handlung
Ein junger Mann, Danny, augenscheinlich chinesischer Herkunft, wird von seinem „Besitzer“, dem skrupellosen Geldeintreiber Bart, auf säumige Kunden angesetzt, um mit Brutalität und asiatischer Kampfkunst die Ziele Barts durchzusetzen. Das geschieht aber nur dann, wenn Bart ihm das Halsband abnimmt und ihn dadurch „entfesselt“.
Sind die Gegner besiegt, legt Bart ihm das Halsband wieder an. So wird er wieder lammfromm und anschließend in seinen verwahrlosten Kellerverschlag gebracht.
Damit wird eine hündische Abhängigkeit des wortkargen Danny von seinem „Besitzer“ Bart verdeutlicht.
Im Laufe der Handlung, die in der schottischen Stadt Glasgow spielt, stellt sich heraus, dass der Verbrecher den jungen Mann als Kind mitgenommen hat, nachdem er dessen Mutter im Streit ermordete. Wie Danny an seine außerordentlichen kämpferischen Fertigkeiten kommt, lässt der Film mehr oder weniger im Dunkeln. Im Laufe der Handlung sagt Bart aus, er habe viel Geld in Danny investiert und auf einem alten Foto sieht man Bart und Danny vor einem Spind stehen, an dem Boxhandschuhe hängen, was darauf hindeutet, dass sein Onkel Bart Danny von klein auf trainiert/trainieren lassen hat.
Während eines dieser Aufträge lernt der verstockte und in sich gekehrte Danny den blinden Klavierstimmer Sam kennen, der sich mit Humor und Offenheit Dannys verstecktem Interesse an Klavieren widmet. Nach der Unterhaltung trennen sich die beiden wieder. Kurze Zeit später werden Bart und seine Leute, also auch Danny, im Auto angegriffen.
Bart wird vermeintlich getötet und Danny verletzt. Da er nicht weiß wohin, flüchtet er zu der einzigen Person, die er außerhalb kennt: Sam.
Sam und seine 17-jährige Stieftochter Victoria freunden sich mit Danny an, beherbergen ihn und stellen auch keine Fragen nach seinem sehr sonderbaren weltfremden Verhalten.
Victoria ist eine begabte Pianistin, und ihr Spiel lässt Dannys verloren geglaubte Kindheitserinnerungen wieder auftauchen: Wie ihn seine Mutter während ihrer Tätigkeit als Gelegenheitsprostituierte im Kleiderschrank versteckte, wie er den Mord an seiner Mutter beobachtete, wie er vom Mörder (Bart) gepackt und mitgenommen wurde.
Später stellt sich heraus, dass Bart den Angriff überlebt hat. Danny wird von einem Schergen Barts aufgespürt und zurückgebracht, möchte allerdings nicht in sein altes, von Gewalt und brutalen Schaukämpfen bestimmtes Leben zurück und flieht zurück zu Sam und Victoria.
Als Bart mit einer Vielzahl von Schlägern die Wohnung von Sam und Victoria aufsucht, um Danny zurückzuholen, wehrt sich dieser und besiegt alle in lang anhaltenden Kampfszenen – auch um seine neue Familie zu schützen –, bis er sich zum Schluss an Bart, dem Mörder seiner Mutter, rächen kann. Erst sieht es aus, als ob er ihn töten würde, dann aber besinnt er sich durch Sams Fürsprache und entscheidet sich so für ein Leben fernab der Gewalt, in dem stattdessen Kunst und ganz besonders die Musik wichtige Rollen spielen.

## Trivia
Im Film sind u. a. die Synchronsprecher Klaus Sonnenschein als Bob Hoskins sowie Jürgen Kluckert als Morgan Freeman zu hören.
Klaus Sonnenschein ist in vielen Filmen als Synchronstimme von Morgan Freeman, u. a. in den Filmen Sieben oder The Dark Knight zu hören. Andererseits wurde er in anderen Filmen wie Outbreak – Lautlose Killer oder Robin Hood – König der Diebe von Jürgen Kluckert synchronisiert.
Deshalb entschied man sich offenbar, Bob Hoskins von Klaus Sonnenschein synchronisieren zu lassen, da er von diesem zuvor am häufigsten synchronisiert wurde.

## Kritik
„Seelen- und einfallslos zwischen Brutalo-Film und Mélo-Tragödie changierender Film mit unglaubwürdigen Charakteren, bruchstückhafter Handlung und substanzlosen Dialogen.“

„Ein Actionmärchen aus dem Hause Luc Besson, […] eine mitunter durchaus kompromißlose, etwas selbstverliebt […], aber gekonnt inszenierte Gewaltballade mit traumhaft guten Kampfszenen und wunderbaren Schauspielern.“